# Андрес Мануел Лопез Обрадор
Андрес Мануел Лопез Обрадор (шп. Andrés Manuel López Obrador; Макуспана, 13. новембар 1953) је мексички политичар и председник Мексика од 1. децембра 2018. до 30. септембра 2024. године. Изабран је за председника на изборима одржаним 1. јула 2018. Оснивач је Покрета националног препорода (MORENA), бивши председник Партије демократске револуције и бивши председник владе Федералног дистрикта града Мексика од 2000. до 2005. године.
Био је кандидат на изборима за Председника Мексика јула 2006. у име коалиције левице. Фелипе Калдерон га је победио на овим изборима са веома малом разликом у броју гласова (око 230.000, или око 0,5% гласова).
Присталице му дају заслуге за промовисање обнове институција након деценија високе неједнакости и корупције и за преусмеравање неолибералног консензуса у земљи ка побољшању положаја радничке класе. Критичари су тврдили да је његова администрација посрнула у свом одговору на пандемију вируса Ковид 19, да је покушајима да се избори са нарко картелима и другим криминалом антагонизирала мексичке демократске институције и да је економија већ посустала пре пандемије.